# 青ナイル州
青ナイル州（あおナイルしゅう、アラビア語: النيل الأزرق、an-Nīl al-ʾAzraq）は、スーダンの州。面積は45,844km2、2018年推計の人口は1,108,400人。州都はダマジン。州名は青ナイル川上流に位置することに由来する。
州内には40に及ぶ民族が住むといわれ、それらの民族は主に農業、家畜の飼育で生計を立てている。
1966年にダマズィーンに建設されたロセイレスダムは、メロウェダムが完成するまでスーダン最大のダムとして機能していた。2011年9月から青ナイル州、南コルドファーン州でスーダン政府軍と武装勢力の衝突が発生している。紛争に伴う爆撃によって州内の施設が破壊され、国内外に10万人以上の避難者が現れた。
2022年、州内に居住するベルティ人とハウサ人との間で土地をめぐる軋轢があり、7月11日から双方が総突。33人が死亡、108人以上が負傷する騒ぎとなった。